# Campionatul Mondial de Scrimă pentru juniori din 2007
Campionatul Mondial de Scrimă pentru juniori din 2007 s-a desfășurat în perioada 10–18 aprilie la Belek, Turcia.

## Rezultate

### Masculin
| Event             | Aur                      | Argint                | Bronz                                                |
| Spadă             | Alexandre Blaszyck (FRA) | Graham Wicas (USA)    | Fredrik Baker (NOR) · Jiao Yunlong (CHN)             |
| Floretă           | Martino Minuto (ITA)     | Im Yong-tae (KOR)     | Valerio Aspromonte (ITA) · Gheorghii Lopatenko (UKR) |
| Sabie             | Benedikt Beisheim (GER)  | Park Young-jung (KOR) | Philippe Beaudry (CAN) · Luca Iacometti (ITA)        |
| Spadă pe echipe   | Rusia                    | Elveția               | Ungaria                                              |
| Floretă pe echipe | Italia                   | China                 | Rusia                                                |
| Sabie pe echipe   | Ucraina                  | Franța                | Italia                                               |

### Feminin
| Probă             | Aur                       | Argint                     | Bronz                                          |
| Spadă             | Emma Samuelsson (SWE)     | Marzia Muroni (ITA)        | Johanna Bergdahl (SWE) · Dominika Mosler (POL) |
| Floretă           | Sandra Bingenheimer (GER) | Larisa Korobeinikova (RUS) | Arianna Errigo (ITA) · Fanny Kreiss (HUN)      |
| Sabie             | Olha Harlan (UKR)         | Ekaterina Diacenko (RUS)   | Elena Munteanu (ROU) · Rebecca Ward (USA)      |
| Spadă pe echipe   | Franța                    | Ungaria                    | China                                          |
| Floretă pe echipe | Rusia                     | Italia                     | China                                          |
| Sabie pe echipe   | Ucraina                   | Rusia                      | Statele Unite ale Americii                     |

## Clasament pe medalii
| Loc   | Țară                       | Aur | Argint | Bronz | Total |
| ----- | -------------------------- | --- | ------ | ----- | ----- |
| 1     | Ucraina                    | 3   | 0      | 1     | 4     |
| 2     | Rusia                      | 2   | 3      | 1     | 6     |
| 3     | Italia                     | 2   | 2      | 4     | 8     |
| 4     | Franța                     | 2   | 1      | 0     | 3     |
| 5     | Germania                   | 2   | 0      | 0     | 2     |
| 6     | Suedia                     | 1   | 0      | 1     | 2     |
| 7     | Coreea de Sud              | 0   | 2      | 0     | 2     |
| 8     | China                      | 0   | 1      | 3     | 4     |
| 9     | Statele Unite ale Americii | 0   | 1      | 2     | 3     |
| 9     | Ungaria                    | 0   | 1      | 2     | 3     |
| 11    | Elveția                    | 0   | 1      | 0     | 1     |
| 12    | Canada                     | 0   | 0      | 1     | 1     |
| 12    | Norvegia                   | 0   | 0      | 1     | 1     |
| 12    | Polonia                    | 0   | 0      | 1     | 1     |
| 12    | România                    | 0   | 0      | 1     | 1     |
| Total | Total                      | 12  | 12     | 18    | 42    |